# Солёное детство
«Солёное детство» — автобиографическое эссе Александра Гезалова, впервые опубликованное в 2002 году в журнале «Север» (номера 1, 2, 3) и изданное в виде отдельной книги издательством «Благо» в 2005 году.
Книга откровенно повествует о жизни детей-сирот в советских детских домах 70-80х от имени воспитанника, прошедшего через эту систему от начала до конца.
Эссе удостоено премии журнала «Север» в 2003 году 
В 2005 году журнал «Север» опубликовал вторую часть эссе под заголовком «Преодоление». Также, в 2005 году книга была озвучена московским звукорежиссером Михаилом Селивановым 